# Protoheterohelix
Protoheterohelix es un género de foraminífero planctónico de la subfamilia Heterohelicinae, de la familia Heterohelicidae, de la superfamilia Heterohelicoidea, del suborden Globigerinina y del orden Globigerinida. Su especie tipo era Guembelina washitensis. Su rango cronoestratigráfico abarcaba desde el Cenomaniense hasta el Turoniense (Cretácico superior).

## Descripción
Protoheterohelix incluía especies con conchas biseriadas, con tendencia a la torsión, y de forma subtriangular alargada; sus cámaras eran globulares o lateralmente comprimidas y frontalmente reniformes; sus suturas intercamerales eran rectas e incididas; su contorno ecuatorial era subtriangular y lobulada; su periferia era redondeada a subaguda; su abertura principal era interiomarginal, lateral, con forma de arco bajo a medio, asimétrica, y bordeada por un labio con una o dos amplia amplias solapas laterales; presentaban pared calcítica hialina, microperforada, y superficie lisa o ligeramente pustulosa.

## Discusión
El género Protoheterohelix no ha tenido mucha difusión entre los especialistas. Algunos autores han considerado Protoheterohelix un sinónimo subjetivo posterior de Heterohelix. Las diferencias propuestas para Protoheterohelix con respecto a Heterohelix s.s. y otros heterohelícidos similares son la torsión de su concha biseriada y la asimetría de las estructuras aperturales. El debate surge por la amplia variabilidad propuesta para el género Heterohelix por algunos autores, que incluyen dentro de su sinonimia a Spiroplecta, Striataella y Pseudoplanoglobulina por un lado, y a géneros más recientemente propuestos como Laeviheterohelix, Protoheterohelix, Planoheterohelix y Globoheterohelix. Estas sinonimias subjetivas amplían el sentido taxonómico de Heterohelix probablemente de forma excesiva. Clasificaciones posteriores incluirían amplían  en el orden Heterohelicida, y lo han considerado un sinónimo subjetivo posterior de Heterohelix.

## Paleoecología
Protoheterohelix, como Heterohelix, incluía especies con un modo de vida planctónico, de distribución latitudinal cosmopolita, y habitantes pelágicos de aguas superficiales e intermedias (medio epipelágico a mesopelágico superior).

## Clasificación
Protoheterohelix incluía a las siguientes especies:
- Protoheterohelix obscura †
- Protoheterohelix washitensis †